# چاه برگی

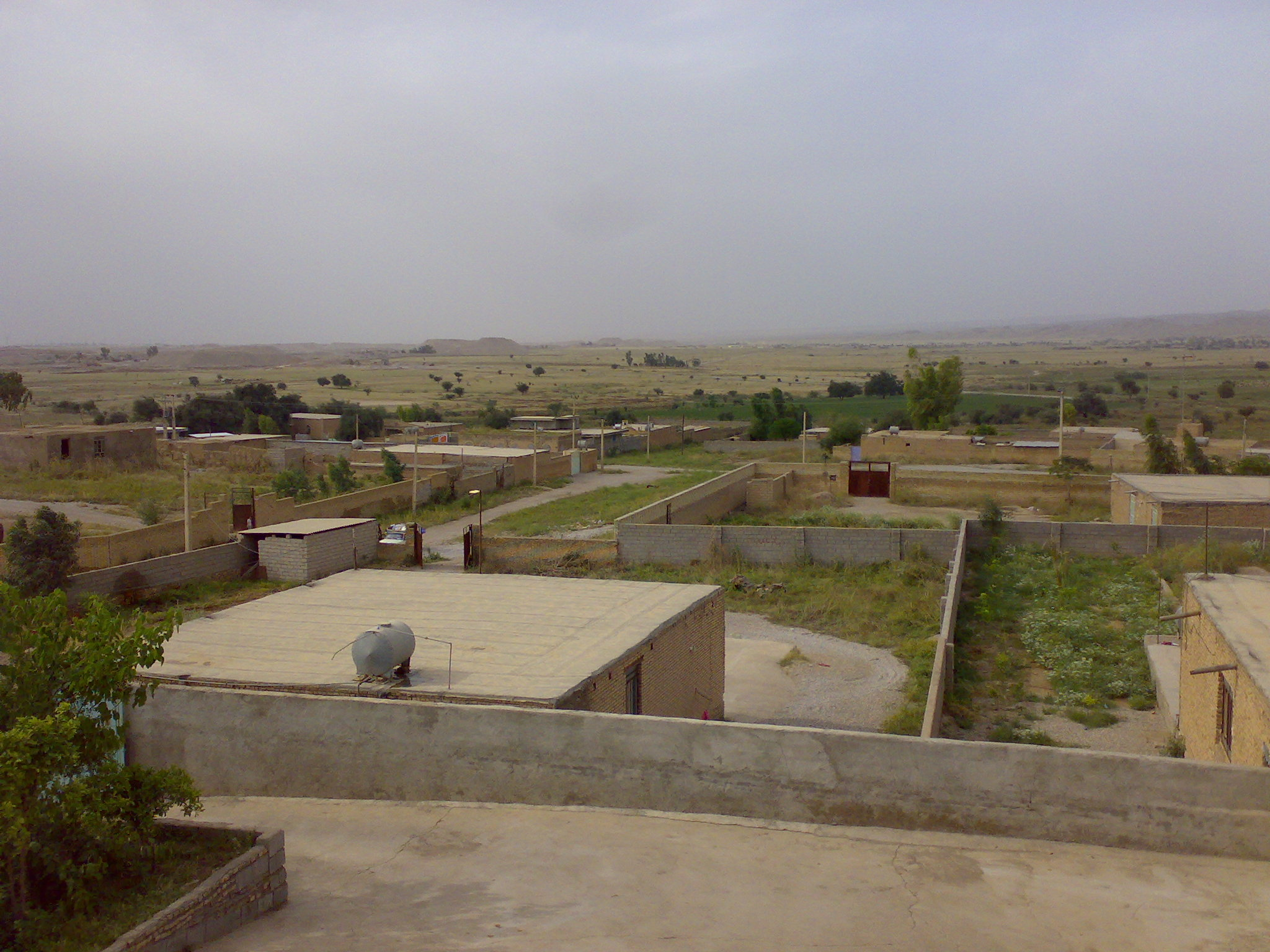

چاه برگی یک روستا در ایران است که در دهستان نهارجان شهرستان سربیشه واقع شده‌است. چاه برگی ۱۰ نفر جمعیت دارد.